# Xestia flavilinea
Xestia flavilinea là một loài bướm đêm trong họ Noctuidae.